# Rondell Sheridan
Rondell Sheridan, né le 15 août 1958 à Chicago, dans l'Illinois, est un acteur américain.

## Biographie
Il est connu pour avoir joué le rôle du chef Victor Baxter dans la série américaine "Phénomène Raven" ainsi que dans Cory est dans la place. Dans cette série, il est le chef de cuisine du personnel de Richard Martinez, le président des États-Unis aux côtés de Kyle Massey, Jason Dolley, Maiara Walsh et John D'Aquino. Il a également joué dans une série appelée Cousin Skeeter incarnant André Walker, l'oncle de Skeeter.

## Filmographie

### Cinéma

#### Court métrage
- 2011 : Hollywood Halloween (segment "Mr. Owens") : M. Owens

#### Long métrage
- 1983 : The First Turn-On! (en) : Rondell
- 1986 : Deadtime Stories (en) : garde poubelle
- 1999 : Rites of Passage (en) : troupier Dixon
- 2009 : Help Me, Help You : Lou

### Télévision
- 1992 : Campus Show (A Different World) (saison 6, épisode 02 : Honeymoon in L.A.: Part 2) : voleur South Central #1
- 1995 : Salut les frangins (Brotherly Love) (saison 1, épisode 08 : Witchcraft) : Dr Ron Aimes (non-crédité)
- 1995 - 1996 : Minor Adjustments (en) (20 épisodes) : Dr Ron Aimes
- 1997 : The Jamie Foxx Show (saison 2, épisode 11 : Too Much Soul Food) : Dr Gilbert
- 1998 : Les Anges du bonheur (Touched by a Angel) (saison 5, épisode 04 : Un monde à part) : Harvey
- 1998 : Kenan et Kel (Kenan and Kel) : officier McWiggins
  - (saison 3, épisode 04 : Procès en sorcellerie)
  - (saison 3, épisode 08 : L'Attaque des exterminateurs)
- 1998 - 2001 : Cousin Skeeter (52 épisodes) : André Walker
- 2004 : That's Funny! (en) :
- 2003 - 2007 : Phénomène Raven (That's So Raven) (100 épisodes) : Victor Baxter / Frederick Douglass
- 2007 - 2008 : Cory est dans la place (Cory in the Place) (34 épisodes) : chef Victor Baxter
- 2012 : The Jadagrace Show (saison 1, épisode 13 : A Tiger's Tale: Part 1) : Big Daddy Slim
- 2018 et 2022-2023 : Raven : Victor Baxter (invité saison 2 épisode 17 et principal saison 5 et 6)